# ろりえ
ろりえは、演劇ユニット。脚本家、演出家、俳優である奥山雄太が主宰を務める。2007年結成。
奥山雄太が早稲田大学在学中に所属していた演劇サークル「早稲田大学演劇倶楽部」を母体に、同期の俳優、梅舟惟永、斎藤加奈子、志水衿子、徳橋みのりと共に結成。

## 作品
- 早稲田大学演劇倶楽部×宇宙マナー企画公演「トーマス」（2007年）
- プレビュー公演 Mrs.fictions Presents 『15 minutes made vol.2』 参加「アイスコーヒー」（2007年）
- 旗揚げ公演「ヤクザとアリス」（2008年）
- 第二回公演「キミは癌」（2008年）
- 第三回公演「ひばりの大事な布」（2009年）
- 番外公演 シアターグリーン学生芸術祭vol.3「池袋でやるやつ2009夏」（2009年）
- 第4回公演「恋2」（2010年）
- 番外夏公演「暖かそうな場所」（2010年）
- 第5回公演「女優（おんなやさしい）」（2010年）
- 第6回公演「三鷹の化け物」（2011年）
- 第7回公演「㐂（よろこび）」（2012年）
- ユニット員公演「年末」（2012年）
- 第8回公演「木」（2013年）
- 番外公演「ろりえの鬼」（2014年）
- 番外公演「俺たちの劇 inspired by 屋根裏」（2014年）
- 第9回公演「ろりえ」（2014年）
- 番外公演「さようなら、どらま館」（2015年）
- 第10回公演「全裸物語 改め 実家物語」（2016年）
- ろりえリブートvol.1「逮捕（仮）」（2017年）
- 第11回公演「桃テント」（2017年）
- 第12回公演「ミセスダイヤモンド」（2018年）
- 第13回公演「いけない先生」（2019年）
- 第14回公演「ミセスダイヤモンド2022」（2022年／公演延期）
- ろりえ「下北沢の駅前でやる祭り2023夏」（2023年）
- ろりえ「ろりえの復讐」（2024年）

## 参加作品
- シアガールpresents「モンゴリアンチョッパーズ」（2009年・出演ぱすぽ☆）
- 日本の問題B班［枯れ葉によせて（仮）］（2011年）
- 中井美穂×シアターグリーン企画 お題「落語」 -師匠の部屋- 「逮捕（仮）」（2012年）
- ENBUゼミナール2012年度演劇コース 卒業公演「大新人」（2013年）
- ENBUゼミナール2014年度春期演劇コース中間劇場公演「俺たちの劇-東京編-」（2014年）
- 梅舟惟永企画「ありがとねえ！」（2016年／構成・演出・「春告花」脚本）
- 劇団4ドル50セントコラボ公演第4弾「劇団4ドル50セントとろりえの年末」（2020年）